# Krucjata Wyzwolenia Człowieka

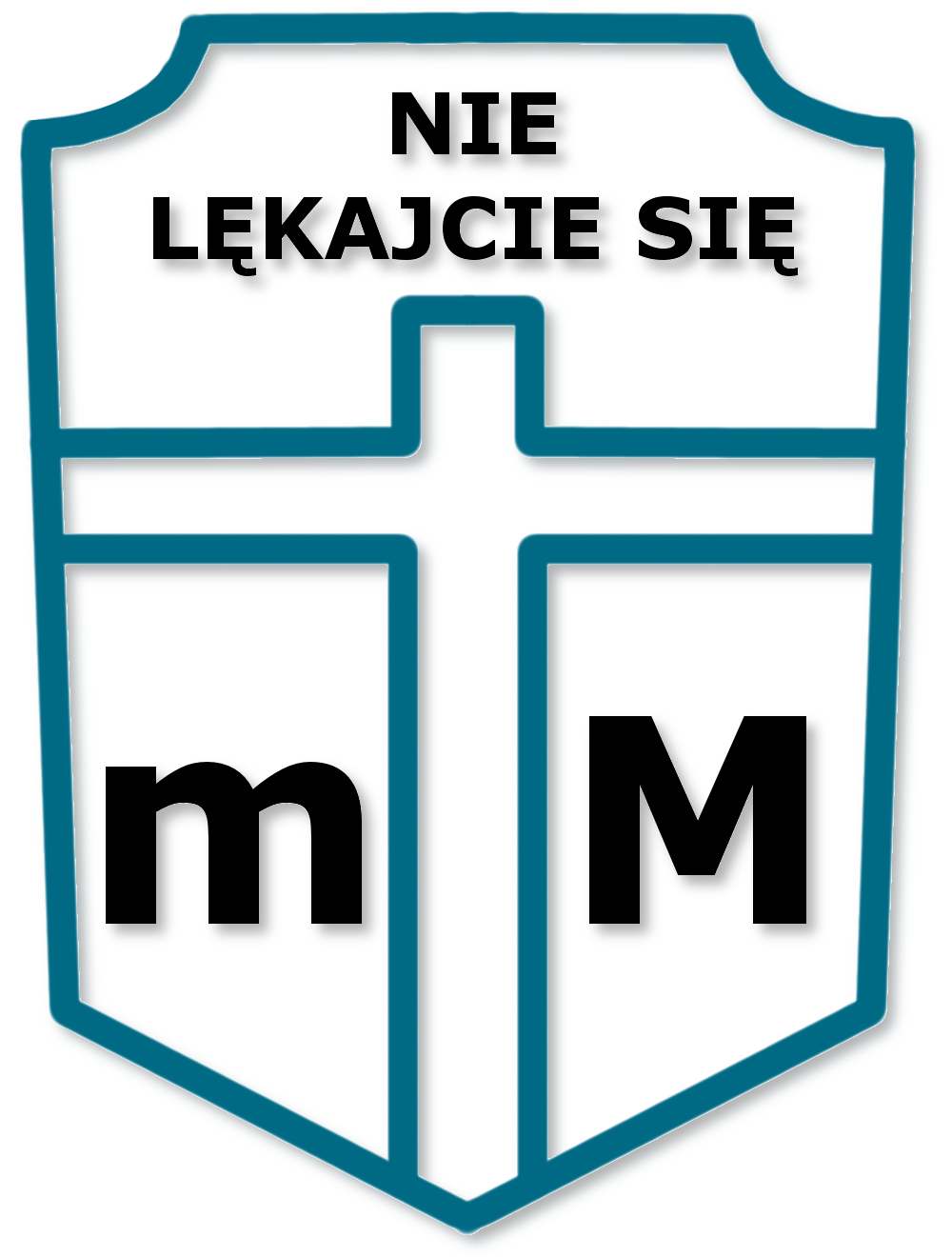
Herb Krucjaty Wyzwolenia Człowieka

Krucjata Wyzwolenia Człowieka lub KWC – program krzewienia abstynencji zainicjowany przez księdza  Franciszka Blachnickiego i Ruch Światło-Życie, ogłoszony 8 czerwca 1979 roku w Nowym Targu w obecności Jana Pawła II.

## Historia
Pierwowzorem Krucjaty Wyzwolenia Człowieka jest Krucjata Trzeźwości (później Krucjata Wstrzemięźliwości), założona przez ks. Franciszka Blachnickiego w 1957 r. Centrala Krucjaty została zlikwidowana w 1960 r. przez Służbę Bezpieczeństwa. W następnych latach propagowanie abstynencji odbywało się w ramach rekolekcji oazowych. 
Bezpośrednim bodźcem do powołania KWC było wezwanie Jana Pawła II, aby przeciwstawiać się „wszystkiemu co uwłacza ludzkiej godności i poniża obyczaje zdrowego społeczeństwa”.

## Założenia
KWC jest programem ewangelizacyjnym, którego założeniem jest uwolnienie człowieka od uzależnień, przede wszystkim od uzależnienia alkoholowego, poprzez zawierzenie Jezusowi Chrystusowi. Celem jest osiągnięcie wolności rozumianej zgodnie z chrześcijańską koncepcją wolności osoby. Uczestnicy Krucjaty praktykują modlitwę, post i jałmużnę. Modlitwa ofiarowana jest w intencji osób uzależnionych; post oznacza dobrowolną rezygnację z wszelkich napojów alkoholowych, jako wyraz chrześcijańskiej miłości do ludzi uzależnionych; jałmużna zaś jest dawaniem bliźnim tego, czego najbardziej potrzebują (np. nadziei, troski, czasu). Ideą Krucjaty jest odkrycie ludzkiej i chrześcijańskiej godności i życie według Bożego planu.
Cele Krucjaty Wyzwolenia Człowieka:
- członkowie KWC starają się żyć zgodnie z chrześcijańskimi wartościami i reprezentować je wobec innych
- starają się żyć jako ludzie wolni, odpowiedzialni za swoje postępowanie
- dobrowolnie i całkowicie rezygnują ze spożycia alkoholu
- sprzeciwiając się społecznemu obyczajowi (czy wręcz przymusowi) picia, organizują spotkania towarzyskie i wszelkie uroczystości bez alkoholu
- podejmują służbę wobec ludzi zniewolonych i uzależnionych – nie tylko przez alkohol

Są dwa rodzaje przynależności do Krucjaty Wyzwolenia Człowieka:
- kandydat – deklaruje przynależność do KWC na okres jednego roku
- członek – deklaruje przynależność stałą, na czas szczególnego zagrożenia (to bywa czasem błędnie określane jako przynależność na całe życie lub na czas istnienia Krucjaty)

Dobrowolne zobowiązanie do modlitwy i całkowitej abstynencji deklarowane jest na piśmie i składane bądź wysyłane do tzw. Stanic Krucjaty istniejących w diecezjach i parafiach w Polsce i wielu innych krajach. Stanica nr 1 znajduje się w Krościenku nad Dunajcem w Centrum Ruchu Światło-Życie na Kopiej Górce. Deklaracje stałych członków wpisywane są do Ksiąg Czynów Wyzwolenia.

## Herb KWC
Przesłanie Krucjaty wyraża jej herb i zawołanie, którym są słowa Chrystusa Nie lękajcie się! wielokrotnie przywoływane przez św. Jana Pawła II. Przypominają one członkom Krucjaty, że głównym ich zadaniem jest „wyzwalanie ludzi od lęku, który czyni człowieka niewolnikiem”. Pozostałe elementy dla członków KWC mają następującą symbolikę:
- Krzyż w herbie jest znakiem zwycięstwa w Chrystusie i znakiem wyprawy krzyżowej.
- Litera M symbolizuje stojącą pod Krzyżem Maryję, wzór oddania się Chrystusowi i całkowitego posłuszeństwa wobec woli Boga, czyli wolności.
- Małe m po drugiej stronie Krzyża symbolizuje słowo „my”, wspólnotę ludzi wolnych i wyzwalających.

## Modlitwa KWC
Kluczowym elementem przynależności do KWC jest praktyka modlitewna. Uczestnicy Krucjaty odmawiają "modlitwę zawierzenia" zamieszczoną na deklaracji, której autorem jest ks. Franciszek Blachnicki. Skierowana jest do Niepokalanej Matki Kościoła, pierwszej patronki Krucjaty. Krucjata nazywana jest także Dziełem Niepokalanej Matki Kościoła. św. Stanisław ze Szczepanowa, św. Maksymilian Maria Kolbe oraz bł. ks. Jerzy Popiełuszko wzywani są również jako patronowie KWC.

## Hymn KWC
Hymnem Krucjaty jest pieśń „Serce wielkie nam daj”, w której zawarte są treści Krucjaty.

## Media KWC
Oficjalnym pismem KWC jest „Eleuteria” (gr. „Wyzwolenie”). Założył je ks. Franciszek Blachnicki, jako przesłanie do członków Krucjaty.